# Люсьєн Лавісконт
Люсьє́н Лео́н Лавіско́нт (англ. Lucien Leon Laviscount; нар. 9 червня 1992) — британський актор. Він вперше здобув популярність у 2007 році, з'явившись у підлітковій драмі «Грейндж Хілл». Пізніше він з'явився у кількох телесеріалах, включаючи «Вулиця коронації» (2009) та «Waterloo Road» (2010—2011) на телеканалах ITV та BBC One відповідно. У 2011 році він брав участь у восьмому сезоні телесеріалу «Celebrity Big Brother».
У 2015 році Лавісконт зіграв роль звичайного персонажа, Ерла Грея, у першому сезоні комедії жахів «Королеви крику» на каналі FOX. У 2017—2018 роках він грав у кримінальній комедійній драмі «Snatch» на сервісі Sony Crackle. Лавісконт також грав Александра Кейбота в телесеріалі «Кеті Кін» на каналі The CW.
Лавісконт здобув світову популярність у 2021 році, граючи періодичну роль Альфі у другому сезоні серіалу Netflix «Емілі в Парижі».

## Раннє життя
Лавісконт народився в Бернлі, Ланкашир, і виріс в Ріді, Рібл-Веллі в Ланкаширі. Він народився в сім'ї Юджина Лавісконта, культуриста походженням з Антигуа, та Сонії Лавісконт, яка має англійське походження. Він відвідував школу Рібблсдейл у місті Клітеро, де закінчив 10 предметів на рівні середньої школи, а також був членом театральної майстерні Керол Ґодбі в Бері. У нього є два брати, Луї та Джулз.

## Кар'єра
У віці десяти років Лавісконт з'явився в рекламній кампанії для Marks & Spencer. Він отримав ролі в програмах, таких як «Після роботи» і «Джонні і бомба», перш ніж стати постійним учасником серіалу BBC One «Грейндж Хілл». Пізніше Лавісконт отримав роль релігійного плавця Бена Річардсона в телесеріалі «Вулиця коронації». У 2010 році Лавісконт брав участь у благодійному футбольному матчі разом із Джеком МакМулленом, Ліндоном Огборном та іншими акторами в рамках благодійної акції Sport Relief.
18 серпня 2011 року Лавісконт став учасником «домогосподарства» в шоу «Celebrity Big Brother» на каналі Channel 5. Він протримався до фінального тижня, посівши п'яте місце. Співмешканці прозвали його «Бурмот» (англ. Mumbles). У 2011 році він також з'явився у ролі Йона Кірбі, школяра, у телешоу «Waterloo Road». Лавісконт підписав контракт із SK Records у 2012 році і випустив свій дебютний сингл «Dance With You», у якому взяв участь американський репер MANN.
22 лютого 2014 року було оголошено, що Лавісконт гратиме головну роль Енніса Росса в серіалі «Надприродне: Родовід», спін-оффі до американського шоу телевізійної мережі CW «Надприродне». Він з'явився в пілотному епізоді, але шоу не було обрано для ефіру. У 2015 році Лавісконт зіграв роль звичайного персонажа Ерла Грея в комедійній серії жахів компанії FOX у США «Королеви крику». У 2020 році Лавісконт з'явився у ролі Александра Кебота у серіалі телевізійної мережі The CW «Кеті Кін».
У 2021 і 2022 роках Лавісконт виступав у періодичні ролі Альфі у другому та третьому сезонах серіалу Netflix «Емілі в Парижі».
У 2022 році Лавісконт виконав роль Джея в британській трьохсерійній комедії BBC «Peacock».

## Фільмографія
| Рік  | Назва                      | Роль     |
| ---- | -------------------------- | -------- |
| 2014 | Одна ніч у Стамбулі        | Йосип    |
| 2014 | Медова пастка              | Троя     |
| 2015 | Втікач                     | Генрі    |
| 2016 | Між двома світами          | Коннор   |
| 2017 | Байбаймен                  | Джон     |
| 2017 | Любов перемагає вірші      | Дерек    |
| 2021 | Довіра                     | Ансгар   |
| 2022 | Ваше Різдво чи моє?        | Стів     |
| 2023 | Останній вартовий          | Салліван |
| TBA  | Цього разу наступного року | Квінн    |

## Нагороди та номінації
| Рік  | Нагорода                              | Категорія                                    | Номінована робота | Результат   |
| ---- | ------------------------------------- | -------------------------------------------- | ----------------- | ----------- |
| 2018 | Національна кінопремія Великобританії | Краший актор другого плану                   | Snatch            | Номінований |
| 2022 | MTV Movie & TV Awards                 | Найкращий поцілунок (спільно з Лілі Коллінз) | Емілі в Парижі    | Номінований |